# Micropterix anglica
Micropterix anglica és una espècie extinta d'arna de la família Micropterigidae. Va ser descrita per Jarzembowski l'any 1980.
S'han trobat restes de fòssil datades a l'Oligocè a l'Illa de Wight. L'únic espècimen conegut consisteix en una part gran d'una ala anterior, la longitud original ha estat calculada sobre uns 4 mm. Les venes són majoritàriament marró fosc amb una membrana de color marró més clar.